# Roméo et Juliette (film, 1968)
Pour les articles homonymes, voir Roméo et Juliette (homonymie).
Pour plus de détails, voir Fiche technique et Distribution.
Roméo et Juliette (Romeo e Giulietta) est un film italo-britannique réalisé par Franco Zeffirelli et sorti en 1968. C'est une des nombreuses adaptations de la pièce de William Shakespeare. 
Ce film a remporté deux Oscars (meilleure photographie et meilleurs costumes) et a aussi été deux fois nommé (meilleur réalisateur et meilleur film).

## Synopsis
À Vérone, deux illustres familles rivales, les Capulet et les Montaigu, se vouent une haine terrible. Toutes les occasions sont bonnes pour s'affronter et les attaques se multiplient aux plus grands déplaisirs du Prince de Vérone, qui met en garde les deux familles qu'il ne tolérera pas davantage de désordre dans la ville. Un jour, les Capulet organisent un majestueux bal en l'honneur de leur fille, Juliette, qui doit faire la connaissance de son promis, le comte Paris mais Roméo, l'héritier des Montaigu, s'invite au bal avec ses cousins. Il aperçoit alors, entre deux danses, Juliette dont la beauté l'éblouit. Il est terrassé par le désespoir en apprenant qu'elle fait partie des ennemis de sa famille, qu'il se doit d'haïr. Lorsque Juliette le remarque également, elle tombe sous son charme et ils commencent à se rencontrer en cachette. 
De leur passion naissante et l'innocence de leur amour, ils sont prêts à braver l'impossible et se marient en secret sous l'égide du Frère Laurent mais à la suite d'un concours de circonstance Roméo tue Tybalt Capulet, le cousin de Juliette, qui avait involontairement assassiné Mercutio Montaigu. Forcé à l'exil, Roméo doit abandonner Juliette, tandis que les parents de cette dernière la forcent à se marier avec son promis. Imaginant un stratagème avec le frère Laurent pour retrouver son mari, le belle se fait passer pour morte et est placée dans le caveau de sa famille en attendant que Roméo vienne la délivrer. Or, ce dernier n'a pas reçu le message le prévenant de la supercherie et découvrant son amour gisant sans vie, s'effondre et s'empoisonne pour la rejoindre dans l'au-delà. Peu après, Juliette revenant à elle, constate la macabre méprise de son époux et elle aussi décide de mettre fin à ses jours en vue de retrouver dans la mort celui qu'elle aima de tout son cœur. Ainsi s'achève l'histoire d'un malheureux hasard qui fit pousser deux roses d'amour dans un jardin rempli par les ronces de la haine.

## Fiche technique
- Titre original britannique : Romeo and Juliet
- Titre original italien : Romeo e Giulietta
- Titre français : Roméo et Juliette
- Réalisation : Franco Zeffirelli
- Pays de production :  Italie,  Royaume-Uni
- Langue originale : anglais
- Producteur : John Brabourne, Richard B. Goodwin, Anthony Havelock-Allan
- Production : Dino De Laurentiis Cinematografica
- Scénario : Franco Brusati, Masolino d'Amico, Franco Zeffirelli (et  William Shakespeare)
- Musique : Nino Rota
- Photographie : Pasqualino De Santis
- Costumes : Danilo Donati
- Montage : Reginald Mills
- Genre : Drame, romance
- Durée : 138 minutes
- Sortie :
  - Royaume-Uni : 4 mars 1968
  - France : 25 septembre 1968
  - Italie : 19 octobre 1968

## Distribution
- Leonard Whiting (VF : Patrick Dewaere) : Roméo
- Olivia Hussey (VF : Danièle Ajoret) : Juliette
- John McEnery (VF : Pierre Trabaud) : Mercutio
- Milo O'Shea (VF : Jean-Henri Chambois) : Frère Laurent
- Pat Heywood (VF : Françoise Fechter) : La Nourrice
- Michael York (VF : Jacques Torrens) : Tybalt
- Bruce Robinson (VF : Bernard Pisani) : Benvolio
- Paul Hardwick (VF : Jacques Hilling) : Seigneur Capulet
- Natasha Parry (VF : Nadine Alari) : Dame Capulet
- Antonio Pierfederici (VO : Laurence Olivier ; VF : Fernand Fabre) : Seigneur Montaigu
- Esmeralda Ruspoli (VF : Sylvie Deniau) : Dame Montaigu
- Robert Stephen (VF : Bernard Dhéran) : Le Prince
- Roberto Bisaco (VF : Jean Berger) : Le comte Paris
- Keith Skinner : Balthazar
- Andrés José Cruz Soublette
- Laurence Olivier (VF : Gabriel Cattand) : le narrateur

## Tournage
Gubbio
- Fontana del Bargello.
- Palais des Consuls (Campanile et loggia).
- Palais ducal (porte, via Sant'Ubaldo).
- Via Ducale,1.
- Via A. Piccardi.
- Via Beni.
- Via Appennino,1.
- Museo Diocesano (cloître).

Pienza
- Place Pie-II.
- Palais Piccolomini (cour intérieure et intérieur du palais).
- Corso il Rossellino (rue sur le côté du palais).

Artena
- Palazzo Borghese (escalier et jardin) Le balcon de Juliette, aurait été construit par les décorateurs.
- Via del Municipio,1.

Tuscania
- Basilica di San Pietro (église Saint-Pierre) (intérieur, crypte et alentours).

Rome
- La place principale où se déroulent différentes scènes du film, se trouvait sur le site des studios Cinecittà.

## Autour du film
- Les deux acteurs apparaissent (brièvement et partiellement) nus, alors qu'ils n'étaient pas majeurs (Leonard Whiting avait 16 ans et Olivia Hussey en avait 15). Des permissions spéciales ont donc dû être obtenues pour tourner ces scènes. Le 30 décembre 2022, les deux acteurs ont porté plainte à Santa Monica, en Californie, pour 500.000.000 de $ : ils accusent le studio Paramount, qui a produit le film, de les avoir sexuellement exploités en diffusant cette scène intime, qui dévoile leurs fesses et leurs poitrines nues[1],[2].
- L'acteur initialement prévu pour le rôle de Roméo était Phil Collins (cf. l'autobiographie de Franco Zeffirelli).
- Franco Zeffirelli s'inquiétait du poids que prenait Olivia Hussey et finit par interdire de servir des pâtes sur le tournage.